# Rivière des Roseaux
Pour les articles homonymes, voir Roseaux (homonymie).
La rivière des Roseaux est un cours d'eau qui coule à Haïti dans le département de Grand'Anse et l'arrondissement de Corail. Elle rejoint le golfe de la Gonâve juste à l'ouest de la ville de Roseaux.

## Géographie
La rivière des Roseaux prend sa source à plus de 2300 mètres d'altitude au pic de Macaya dans le massif de la Hotte à l'ouest de la péninsule de Tiburon. Le cours d'eau contourne le pic de Macaya sur son flanc occidental avant de se diriger vers le nord et s'écouler sur le flanc occidental de la ville de Roseaux qu'elle longe avant de se jeter dans le golfe de la Gonâve. 